# Lachapelle-Auzac
Lachapelle-Auzac is een gemeente in het Franse departement Lot (regio Occitanie). De plaats maakt deel uit van het arrondissement Gourdon. Lachapelle-Auzac 
telde op 1 januari 2022 796 inwoners.
Het Viaduc du Bramefond is een voormalig spoorwegviaduct op de spoorlijn tussen Souillac en Aurillac. Het viaduct met veertien bogen werd gebouwd tussen 1881 en 1888 en was in gebruik tot 1989. Het is 322 meter lang en 44 meter hoog.

## Geografie
De oppervlakte van Lachapelle-Auzac bedroeg op 1 januari 2022 31,34 vierkante kilometer; de bevolkingsdichtheid was toen 25,4 inwoners per km².
Lachapelle-Auzac grenst in het zuiden aan Souillac. De autosnelweg A20 loopt door de gemeente.

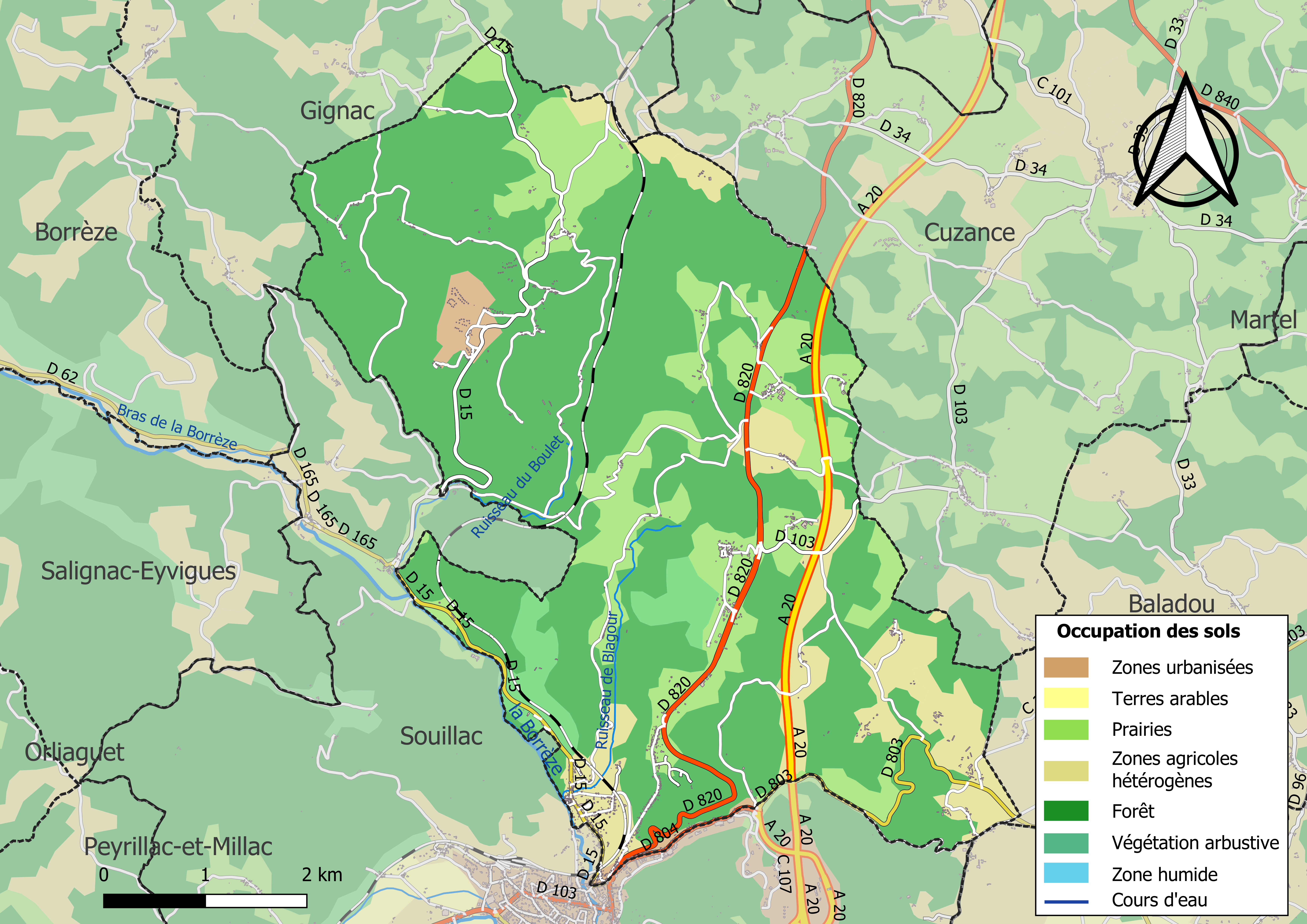
Kaart van de gemeente met de belangrijkste infrastructuur, bodemgebruik en omliggende gemeenten

## Demografie
Onderstaande figuur toont het verloop van het inwonertal (bron: INSEE-tellingen).